# Mother Love
Mother Love är en låt av det brittiska rockbandet Queen, skriven av Freddie Mercury och Brian May. Låten gavs ut 1995 och finns med på bandets femtonde studioalbum Made in Heaven. Mercury hann inte spela in hela låten innan han gick bort, så May sjunger låtens sista vers. Efter sista versen hörs ljudstycken från bland annat konserten som Queen framförde på Wembley Stadium 1986 och intron ur studioversionerna av One Vision och Tie Your Mother Down, som efterföljs av Queens alla låtar som satts ihop och snabbspolats genom en bandspelare, som sedan övergår till ett stycke ur första versen från Freddies coverversion på låten Goin' Back av Gerry Coffin och Carole King och avslutas med ljud från ett gråtande spädbarn.